# Желание (нос)
Нос Желание (на руски: Мыс Желания) е разположен на Северния остров на архипелага Нова земя, Русия.
Носът е стръмна скала, около 30 метра висока, извисяваща се над Арктическия океан (Карско море). Климатът на района около носа е арктически и тежки бури често се появяват, едновременно от източната страна (от Карско море) и западната страна (откъм Баренцово море). Считан е за най-северната граница между двете морета.
През 1596 г. нидерландският мореплавател Вилем Баренц е първият човек, достигнал нос Желание. Той достига носа при третата си експедиция и го нарича hoeck der begeerte (в превод на български: нос на желанието).
През 1931 г. на нос Желание е построена метеорологична станция и морски фар, a 4 години по-късно е създадено малко селище, обитавано от 5-8 души персонал.
На 25 август 1942 г., по време на Втората световна война, германските военноморски сили нападат станцията под операция Вундерленд. Те избиват персонала и разрушават сградите на острова. Станцията остава в експлоатация след войната, но след разпадането на Съветския съюз липсата на бюджетни средства карат руското правителство да я затвори през 1997 г.

## Топографски карти
- Лист от карта T-42-XXV,XXVI,XXVII,XXVIII полярн. ст. Мыс Желания. Мащаб: 1 : 200 000. Издание 1971 г.